# Pelusios sinuatus
Pelusios sinuatus är en sköldpaddsart som beskrevs av  Andrew Smith 1838. Pelusios sinuatus ingår i släktet Pelusios och familjen pelomedusasköldpaddor. Inga underarter finns listade i Catalogue of Life.

## Utbredning
Arten förekommer i Kongo, Somalia, Kenya, Tanzania, Moçambique, Etiopien, Botswana, delar av Sydafrika, Swaziland och Zimbabwe.